# Saguinus
Khỉ vuốt (Saguinus) là một chi gồm các loài khỉ Tân Thế giới có kích thước bằng sóc trong họ Callitrichidae. Chi này được Hoffmannsegg miêu tả vào năm 1807. Loài điển hình của chi này là Saguinus ursula.

## Các loài
Chi này gồm các loài:
- Saguinus fuscicollis
  - Saguinus fuscicollis fuscus
  - Saguinus fuscicollis lagonotus
  - Saguinus fuscicollis nigrifrons
  - Saguinus fuscicollis leucogenys
  - Saguinus fuscicollis illigeri
  - Saguinus fuscicollis fuscicollis
  - Saguinus fuscicollis avilapiresi
  - Saguinus fuscicollis cruzlimai
  - Saguinus fuscicollis primitivus
  - Saguinus fuscicollis orientalis
  - Saguinus fuscicollis mura
  - Saguinus fuscicollis weddelli
- Saguinus melanoleucus
  - Saguinus melanoleucus melanoleucus
  - Saguinus melanoleucus crandalli
  - Saguinus melanoleucus acrensis
- Saguinus nigricollis
  - Saguinus nigricollis nigricollis
  - Saguinus nigricollis hernandezi
- Saguinus graellsi
- Saguinus tripartitus
- Saguinus mystax
  - Saguinus mystax mystax
  - Saguinus mystax pluto
- Saguinus pileatus
- Saguinus labiatus
  - Saguinus labiatus thomasi
  - Saguinus labiatus rufiventer
  - Saguinus labiatus labiatus
- Saguinus imperator
  - Saguinus imperator imperator
  - Saguinus imperator subgrisescens
- Saguinus midas
- Saguinus niger
- Saguinus bicolor
- Saguinus martinsi
  - Saguinus martinsi ochraceus
  - Saguinus martinsi martinsi
- Saguinus inustus
- Saguinus geoffroyi
- Saguinus oedipus
- Saguinus leucopus

## Hình ảnh

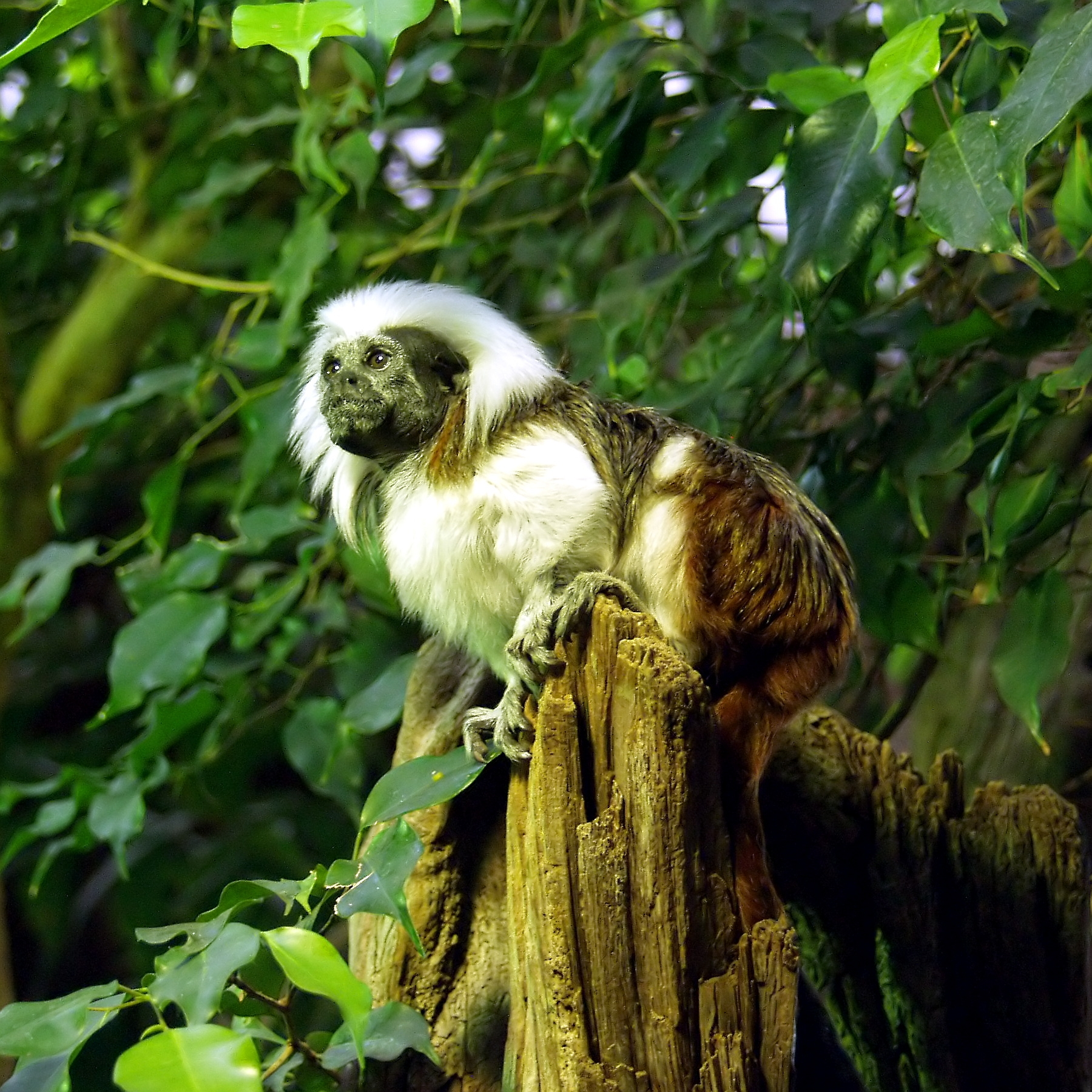
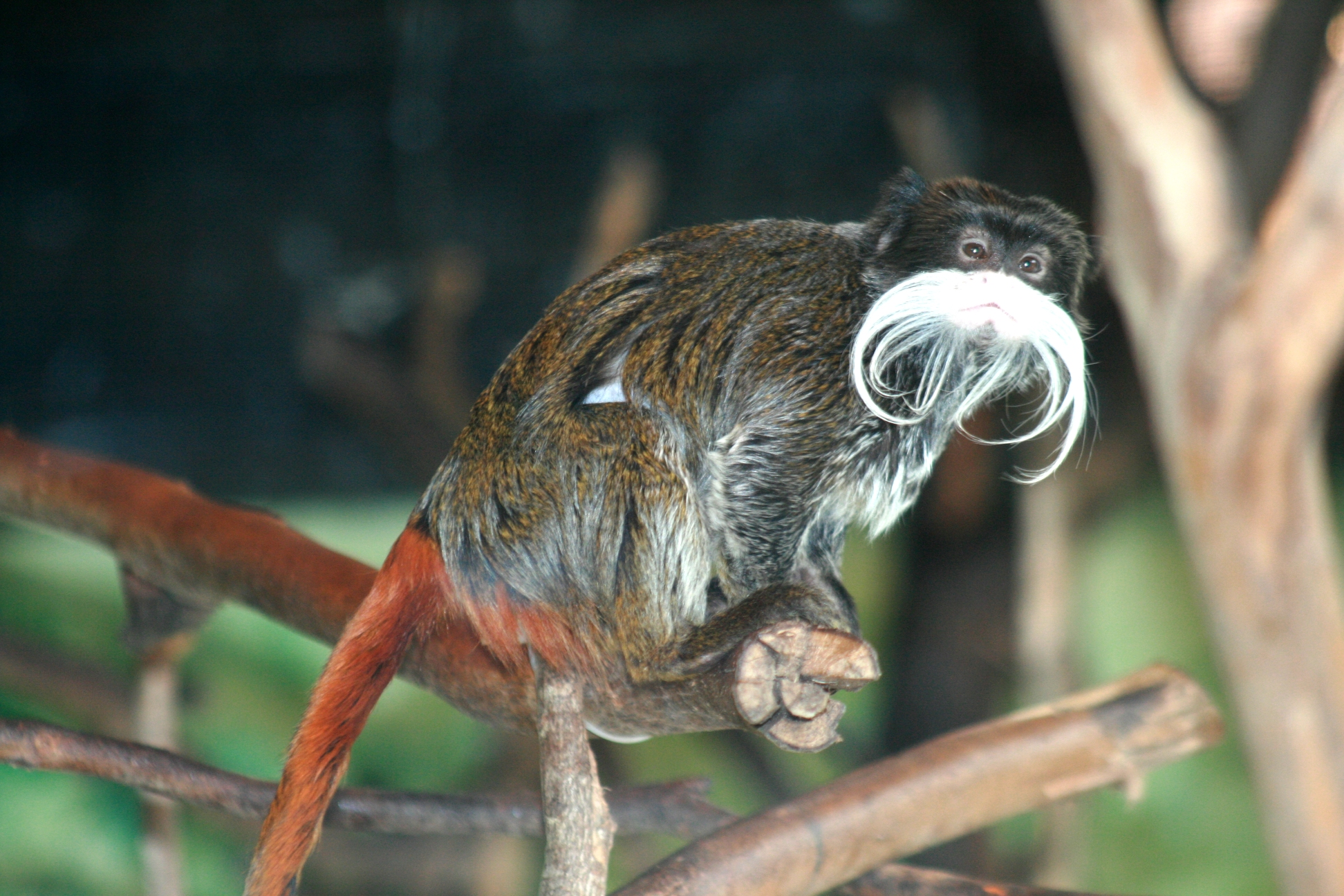
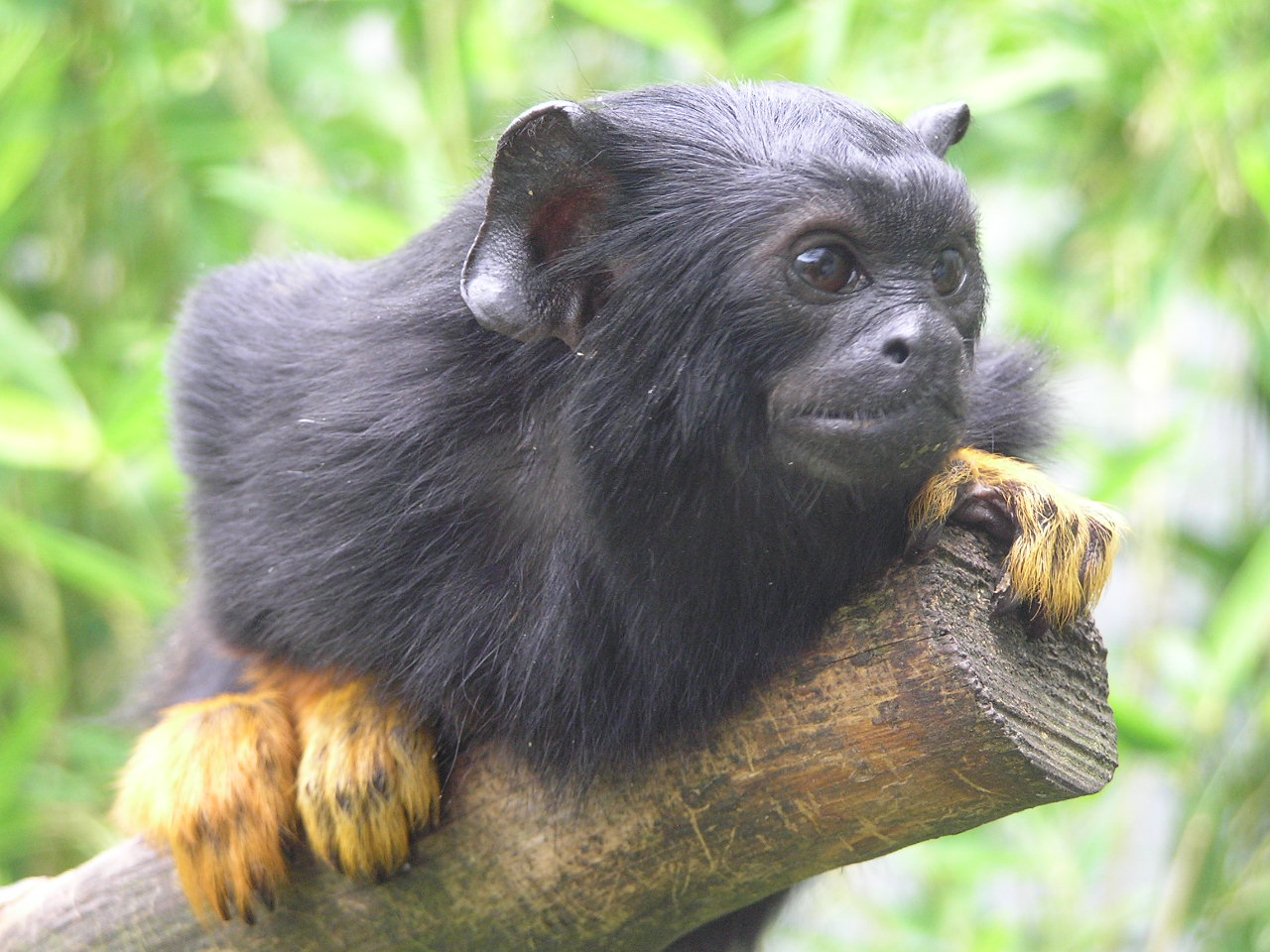